# Achalapur, Gangawati
Achalapur là một làng thuộc tehsil Gangawati, huyện Koppal, bang Karnataka, Ấn Độ.